# An Tịnh
An Tịnh là một phường thuộc tỉnh Tây Ninh, Việt Nam.

## Địa lý
Phường An Tịnh nằm ở vị trí đóng vai trò cửa ngõ nối liền giữa Thành phố Hồ Chí Minh với cửa khẩu Mộc Bài, có vị trí địa lý:
- Phía đông giáp Thành phố Hồ Chí Minh
- Phía tây giáp các phường Gia Lộc và Trảng Bàng
- Phía nam giáp Thành phố Hồ Chí Minh và xã An Ninh
- Phía bắc giáp xã Hưng Thuận

Phường An Tịnh có diện tích 33,29 km², dân số năm 2019 là 27.291 người, mật độ dân số đạt 820 người/km².

## Lịch sử
Làng An Tịnh xưa là một trong những làng được thành lập đầu tiên của tỉnh Tây Ninh.
Sau năm 1975, An Tịnh là một xã thuộc huyện Trảng Bàng.
Ngày 10 tháng 1 năm 2020, Ủy ban Thường vụ Quốc hội ban hành Nghị quyết số 865/NQ-UBTVQH14 (nghị quyết có hiệu lực từ ngày 1 tháng 2 năm 2020). Theo đó, thành lập phường An Tịnh thuộc thị xã Trảng Bàng trên cơ sở toàn bộ 33,29 km² diện tích tự nhiên và 27.291 người của xã An Tịnh.
Vào năm 2025, theo Nghị quyết số 1682/NQ–UBTVQH15, phường Lộc Hưng được sáp nhập vào phường An Tịnh thuộc tỉnh Tây Ninh.

## Hành chính
Phường An Tịnh được chia thành 9 khu phố: Suối Sâu, Bàu Mây, An Đước, An Thới, An Bình, An Thành, An Khương, An Phú, Tịnh Phong.

## Kinh tế - xã hội
Kinh tế:
Các ngành nghề truyền thống của phường là nghề đan lát (đang mai một dần) và trồng trọt hoa màu (đậu phộng, dưa leo, đậu tương...).
Ngoài ra trên địa bàn phường An Tịnh còn có các khu công nghiệp lớn như:
- Khu công nghiệp Trảng Bàng, khu công nghiệp tập trung đầu tiên của Tây Ninh
- Khu công nghiệp-chế xuất Linh Trung III.

Xã hội:
Giáo dục:
Bậc THCS:
- THCS Trương Tùng Quân
- THCS An Thành

Bậc Tiểu học:
- Tiểu học Ngô Văn Tô
- Tiểu học Nguyễn Văn Chấu
- Tiểu học Tịnh Phong
- Tiểu học An Thới
- Tiểu học An Phú Khương

Bậc Mầm non: Mẫu giáo Rạng Đông.

## Văn hóa
- Chùa Phước Thành
- Di tích Hội thề Rừng Rong
- Đình làng An Tịnh
- Di tích Ban liên lạc B22 Giao bưu
- Di tích kháng chiến Rừng Dầu
- Di tích địa đạo An Thới.

## Danh nhân
- Thiếu tướng Bùi Thanh Vân (Tướng Đùng)
- Thượng tướng Nguyễn Thới Bưng.